# Governance - Il prezzo del potere
Governance - Il prezzo del potere è un film del 2021 diretto da Michael Zampino.
Ambientato nel settore petrolifero, nel quale il regista ha lavorato per anni, esplora l’eterno conflitto tra verità e potere, giustizia e interessi economici. Ai Nastri d'argento 2021 ha ottenuto tre candidature e vincendo un Globo d'oro alla miglior sceneggiatura.

## Trama
Renzo Petrucci deve abbandonare l’incarico di Direttore Generale di un gruppo petrolifero dopo un’inchiesta per corruzione. Convinto che a tradirlo sia stata Viviane, la collega che ha preso il suo posto, Renzo la uccide riuscendo poi a cavarsela nell’indagine che segue. Richiamato dall’azienda, il manager conquista il vertice malgrado i sospetti crescenti che pesano su di lui.

## Produzione
Le riprese sono iniziate nell’agosto  2019  e sono durate 4 settimane a Roma.

## Distribuzione
Il film è stato distribuito da Adler Entertainment a partire dal 12 aprile 2021 sulla piattaforma Amazon Prime Video.

## Riconoscimenti
- Nastro d'argento 2021
  - Candidatura a migliore sceneggiatura per Michael Zampino, Giampaolo G. Rugo e Heidrun Schleef
  - Candidatura a Migliore attore non protagonista per Vinicio Marchioni
  - Candidatura a Miglior Casting Director per Beatrice Kruger

- Globo d’Oro 2021[5]
  - Miglior sceneggiatura a Michael Zampino , Giampaolo G. Rugo e Heidrun Schleef

- Premio Kinéo - 78ª Mostra del Cinema di Venezia[6]
  - Premio migliore Opera Prima a Michael Zampino
  - Premio migliore attore protagonista a Massimo Popolizio